# رونالد مولدر
رونالد مولدر،(مواليد 27 فبراير 1986) هو لاعب هولندي في رياضة التزلج السريع،فاز ببرونزية سباق 500 متر في أولمبياد سوتشي، كما حل سادساً في بطولة العالم للتزلج السريع للمسافات الفردية 2012.
لديه أخ توأم ميشال مولدر،يلعب رياضة التزلج السريع أيضاً.
يحمل رونالد حالياً الرقم القياسي الهولندي في سباق 500 متر.

## روابط خارجية
- رونالد مولدر على موقع SpeedSkatingBase.eu (الإنجليزية)
- رونالد مولدر على موقع SpeedSkatingNews.info (الإنجليزية)
- رونالد مولدر على موقع SpeedSkatingStats.com (الإنجليزية)
- رونالد مولدر على موقع Rollerstory.net
- رونالد مولدر على موقع اللجنة الأولمبية الدولية (الإنجليزية)
- رونالد مولدر على موقع أوليمبيديا (الإنجليزية)